# Edward Wotton (1489–1551)
Edward Wotton, född 1489, död 1551, var en engelsk ämbetsman. Han var bror till Nicholas Wotton samt farfar till Edward Wotton, 1:e baron Wotton och Henry Wotton.
Wotton blev 1540 skattmästare i Calais, tillhörde även rådet och deltog liksom brodern 1550 i störtandet av protektorn Somerset.